# Potamonautes aloysiisabaudiae
Potamonautes aloysiisabaudiae é uma espécie de crustáceo da família Potamonautidae.
Pode ser encontrada nos seguintes países: República Democrática do Congo, Sudão e Uganda.
Os seus habitats naturais são: rios.